# Ana Amicarella
Ana Amicarella (?, 9 april 1966) is een Venezolaanse synchroonzwemster die deelnam aan de Olympische Zomerspelen 1984. Daarnaast won Amicarella èèn bronzen medaille op de Pan-Amerikaanse Spelen.

## Levensloop
Amicarella nam in 1982 deel aan de Wereldkampioenschappen synchroonzwemmen. Hierbij werd er een zeventiende plaats gehaald op het solo onderdeel en een twintigste plaats op het duet. Het jaar daarnaa nam Amicarella deel aan de Pan-Amerikaanse Spelen in eigen land. Hierbi werd er een bronzen medaille gewonnen op het Solo onderdeel. In 1984 lukte het om zich te plaatsen voor de Olympische Zomerspelen 1984, er werd alleen deelgenomen aan het Solo onderdeel en hierbij werd Amicarella negende.

## Resultaten

### Synchroonzwemmenwemmen
| Jaar | Evenement                                  | Locatie                                            | Solo | Duet | Team |
| ---- | ------------------------------------------ | -------------------------------------------------- | ---- | ---- | ---- |
| 1982 | Wereldkampioenschappen                     | Guayaquil, Ecuador                                 | 17e  | 20e  |      |
| 1983 | Pan-Amerikaanse Spelen                     | Caracas, Venezuela                                 | ↑    | 7e   | 7e   |
| 1984 | Olympische Zomerspelen                     | Los Angeles, Verenigde Staten                      | 9e   |      | —    |
| 1986 | Wereldkampioenschappen                     | Madrid, Spanje                                     | 11e  | 10e  |      |
| 1986 | Centraal-Amerikaanse en Caraïbische Spelen | Santiago de los Caballeros, Dominicaanse Republiek | Goud |      |      |
| 1987 | Pan-Amerikaanse Spelen                     | Indianapolis, Verenigde Staten                     | 5e   |      |      |